# サッカーセントクリストファー・ネイビス女子代表
サッカーセントクリストファー・ネイビス女子代表（サッカーセントクリストファー・ネイビスじょしだいひょう）は、セントクリストファー・ネイビスサッカー協会(英語: St. Kitts and Nevis Football Association, 略称：SKNFA)によって編成されるセントクリストファー・ネイビスの女子サッカーナショナルチームである。北中米カリブ海サッカー連盟(CONCACAF)に所属している。
女子ワールドカップ、オリンピックともに出場はない。

## ワールドカップの成績
- 1991 - 不参加
- 1995 - 不参加
- 1999 - 不参加
- 2003 - 不参加
- 2007 - 予選敗退
- 2011 - 予選敗退

## オリンピックの成績
- 1996 - 不参加
- 2000 - 不参加
- 2004 - 不参加
- 2008 - 予選敗退
- 2012 - 予選敗退

## CONCACAF女子ゴールドカップの成績
- 1991 - 不参加
- 1993 - 不参加
- 1994 - 不参加
- 1998 - 不参加
- 2000 - 不参加
- 2002 - 不参加
- 2006 - 予選敗退
- 2010 - 予選敗退

## FIFAランキング
- 初登場 - 122位(2006年5月)
- 最高順位 - 92位(2009年12月)
- 最低順位 - 144位(2007年12月)